# Lennart Sahlin
Georg Lennart Sahlin, född 21 augusti 1891 i Hedvig Eleonora församling, Stockholm, död 13 maj 1948 i Helsingborgs Maria församling, var en svensk psykiater. Han var son till Mauritz Sahlin.
Sahlin studerade vid filosofiska fakulteten i Uppsala 1909–13 och blev medicine licentiat vid Karolinska institutet 1924. Han blev underläkare vid Långbro sjukhus 1925, vid Katarina sjukhus i Stockholm 1926, andre läkare vid Psykiatriska sjukhuset (Konradsberg) 1931, förste läkare där 1932, t.f. överläkare där 1941 och överläkare vid Sankta Maria sjukhus i Helsingborg 1944. Han blev bataljonsläkare 1925; i Fältläkarkårens reserv 1946.
Sahlin var även biträdande läkare vid polikliniken för psykiskt sjuka vid Serafimerlasarettet och läkare vid Stockholms stads nykterhetsnämnd. Han var redaktör för "Socialmedicinsk Tidskrift" 1928–40 och sekreterare i Svenska Läkaresällskapets socialmedicinska sektion 1928–41. Han utgav smärre artiklar om sinnessjuk- och alkoholistvård.